# دیلیپ
دیلیپ (انگلیسی: Dileep؛ زادهٔ ۲۷ اکتبر ۱۹۶۸) یک تهیه‌کننده، و هنرپیشه اهل هند است. وی از سال ۱۹۹۳ میلادی تاکنون مشغول فعالیت بوده‌است.
از فیلم‌ها یا برنامه‌های تلویزیونی که وی در آن نقش داشته است می‌توان به محافظ شخصی، محله چینی‌ها، شیر، سرنشین، دعوت‌کننده و مترو اشاره کرد.